# 애틀랜타 팰컨스
애틀랜타 팰컨스(Atlanta Falcons)는 미국 조지아주 애틀랜타를 연고지로 하는 내셔널 풋볼 리그(NFL) 소속 프로 미식축구 팀이다. 팰컨스는 내셔널 풋볼 콘퍼런스(NFC) 남부지구에 소속되어 있다. 팀은 1965년 6월 30일에 창단되어 1966년 시즌부터 NFL에 참가하였다. 당시 구단주는 랭킨 스미스였으며, 그는 라이벌 리그인 아메리칸 풋볼 리그(AFL)에 참가하지 않고 NFL에 남기로 결정하면서 구단을 창단했다.
팰컨스는 창단 이후 정규시즌 380승 489패 6무, 플레이오프 10승 14패의 성적을 기록했다. 지구 우승은 총 6회로, 각각 1980년, 1998년, 2004년, 2010년, 2012년, 2016년에 차지했다. 슈퍼볼에는 두 차례 진출했으나 모두 준우승에 머물렀다. 첫 번째 출전은 1998년 시즌의 슈퍼볼 XXXIII로, 이때 덴버 브롱코스에게 34-19로 패했다. 두 번째 출전은 2016년 시즌 슈퍼볼 LI였으며, 뉴잉글랜드 패트리어츠와의 경기에서 연장 끝에 34-28로 패배했다. 팰컨스는 미국 메이저 프로 스포츠 팀 중 아직 리그 우승이 없는 가장 오래된 구단이다.
팀의 현재 홈구장은 메르세데스-벤츠 스타디움으로, 2017년 시즌부터 사용하고 있다. 구단의 본사와 훈련 시설은 애틀랜타 북동쪽 플로리 브랜치의 50에이커 부지에 위치해 있다.

## 역사

### 애틀랜타에 프로 풋볼 도입 (1962년)
프로 풋볼은 1962년 [미국 풋볼 리그]가 두 차례 프리시즌 경기를 개최하면서 애틀랜타에 처음 도입되었다. 이후 1965년, [애틀랜타–풀턴 카운티 스타디움]이 완공된 후 애틀랜타 시는 프로 풋볼팀 유치를 본격적으로 추진하였다. 독립적인 한 단체는 NFL과 AFL 양쪽에 프랜차이즈를 신청했고, 다른 단체는 AFL 팀 유치를 위해 계약금을 예치했다고 알려졌다. 여러 이해관계가 얽힌 가운데, 콕스 방송 등 지역 사업가들이 AFL 프랜차이즈를 잠정적으로 확보했으나, NFL 커미셔너 피트 로젤이 직접 애틀랜타로 내려와 경쟁을 막고자 했다. 로젤은 애틀랜타 시에 두 리그 중 하나를 선택하도록 압박했고, 1965년 6월 30일, 애틀랜타는 랭킨 스미스와 NFL을 선택하였다.
AFL은 1966년 애틀랜타와 필라델피아에 신생팀을 추가할 계획이었으나, 이후 실제로는 [마이애미 돌핀스]와 [신시내티 벵갈스]가 창단되었다.
NFL 구단주들은 1965년 6월 21일 만장일치로 애틀랜타의 NFL 참가를 승인했고, 6월 30일 랭킨 스미스가 구단주로 선정되어 850만 달러에 구단을 인수했다. 팰컨스는 1966년 NFL 드래프트에서 전체 1순위와 각 라운드 마지막 지명권을 받았고, 텍사스 대학교의 라인배커 토미 노비스를 창단 첫 선수로 지명했다. 이후 1966년 확장 드래프트를 통해 기존 14개 구단에서 보호받지 못한 선수들을 선발했다.
팀 명칭은 1965년 8월 29일 그리핀 (조지아주)의 교사 줄리아 엘리엇이 '팰컨스'를 제안하여 선정되었다. 그녀는 "팰컨은 자부심과 위엄, 용기, 투지를 지닌 새"라고 설명했다.

### 스미스 가문 시대 (1966–2001)
팰컨스는 1966년 첫 시즌을 치렀으며, 8월 1일 필라델피아 이글스와의 프리시즌 경기에서 패했다. 첫 정규시즌 9연패 후, 11월 20일 뉴욕 자이언츠 원정에서 첫 승리를 거두었다. 이후 미네소타 바이킹스, 세인트루이스 카디널스를 차례로 꺾으며 첫 홈 승리도 기록했다. 1967년에는 1승 12패 1무를 기록했고, 유일한 승리는 미네소타 바이킹스전이었다. 1968년 시즌 3연패 후 노브 헤커 감독이 경질되고, 노름 밴 브록클린이 감독을 맡아 2승 9패를 기록했다. 밴 브록클린은 1969년에도 지휘봉을 잡아 6승 8패로 팀을 이끌었다.
1970년 애틀랜타에서 열린 첫 먼데이 나이트 풋볼 경기에서 마이애미 돌핀스에 7–20으로 패했다. 1970년 시즌은 4승 8패 2무로 마쳤다. 창단 12년간 유일한 두 번의 승률 5할 이상 시즌은 1971년(7–6–1)과 1973년(9–5)이었다.

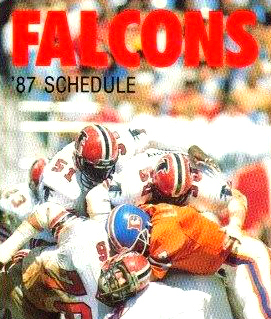
1985년 경기에서 덴버 브롱코스 쿼터백 존 엘웨이와 맞서는 팰컨스 수비진.

1978년 9승 7패를 기록하며 첫 플레이오프 진출에 성공, 와일드카드전에서 필라델피아 이글스를 14–13으로 꺾었다. 다음 경기에서는 댈러스 카우보이스에 20–27로 패했다. 1979년에는 6승 10패로 부진했다.
1980년 9연승을 거두며 12승 4패로 구단 최초로 NFC 서부지구 우승을 차지했으나, 디비저널 플레이오프에서 카우보이스에 27–30으로 패했다. 1982년 파업 단축 시즌에는 5승 4패로 플레이오프에 진출했으나 미네소타 바이킹스에 24–30으로 패했고, 리먼 베넷 감독이 경질됐다. 이후 8년간 연속으로 패배 시즌을 기록했다. 1983년 댄 헤닝이 감독으로 선임됐다.
1989년 드래프트에서 디온 샌더스를 지명, 4년간 팀의 간판 선수로 활약했다. 샌더스는 NFL과 MLB(뉴욕 양키스, 애틀랜타 브레이브스)를 병행한 이력으로도 유명하다.

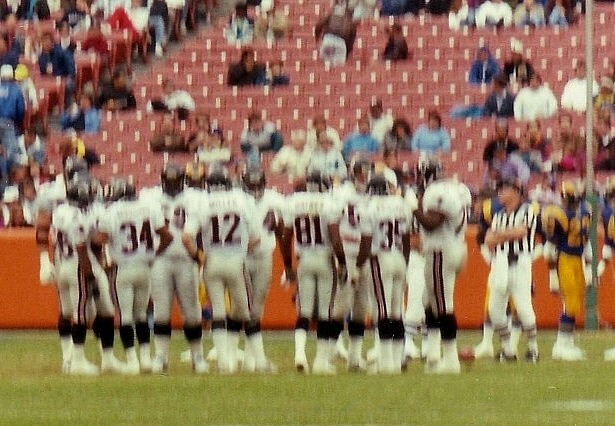
1991년 원정 경기에서 로스앤젤레스 램스와 맞붙는 팰컨스.

1991년 뉴올리언스 세인츠를 꺾고 와일드카드전에서 승리했으나, 워싱턴 레드스킨스에 패해 시즌을 마쳤다. 1991년 드래프트에서는 쿼터백 브렛 파브를 33번으로 지명했으나, 1년 만에 그린베이 패커스로 트레이드했다.
1992년 새로 건설된 조지아 돔으로 홈구장을 옮겼고, 이곳에서 NFL 31개 팀 모두를 상대로 승리를 거둔 바 있다.

### 댄 리브스 시대 (1997–2003)
1998년, 새로 영입된 감독 댄 리브스, 쿼터백 크리스 챈들러, 러닝백 자말 앤더슨이 이끈 '더 더티 버드' 팰컨스는 구단 역사상 최고의 시즌을 보냈다. 11월 8일, 뉴잉글랜드 패트리어츠를 41–10으로 꺾으며, 추운 지역 원정 22연패를 끊었다. 정규시즌 14승 2패로 구단 최고 성적과 NFC 서부지구 우승을 차지했다. 1999년 1월 17일, 휴버트 H. 험프리 메트로돔에서 열린 NFC 챔피언십 경기에서 미네소타 바이킹스를 30–27로 연장 끝에 꺾고 창단 첫 슈퍼볼 진출에 성공했다. 그러나 슈퍼볼 XXXIII에서 디펜딩 챔피언 덴버 브롱코스에 34–19로 패했다.
1999년 시즌 2번째 경기에서 러닝백 자말 앤더슨이 시즌 아웃 부상을 당하며, 팀은 5승 11패로 부진했다. 2000년에도 4승 12패로 플레이오프 진출에 실패했다.
2001년 NFL 드래프트에서 샌디에이고 차저스와 트레이드를 단행, 1라운드 1순위 지명권을 받아 쿼터백 마이클 빅을 지명했다. 이 트레이드로 리시버 겸 리턴 스페셜리스트 팀 드와이트와 1라운드 5순위(차저스는 러데이니언 톰린슨 지명)를 내주었다. 2001년 시즌은 7승 9패로 마감하며 플레이오프 진출에 실패했다. 제시 터글은 14시즌 만에 은퇴했다.

### 아서 블랭크 시대 (2002–현재)
2001년 12월 6일, 홈디포 공동 창업자 아서 블랭크가 팰컨스 구단주 테일러 스미스와 구단 인수에 잠정 합의했다. 인수 금액은 5억 4,500만 달러로 알려졌다. 2002년 2월 2일, NFL 구단주들은 특별회의에서 만장일치로 인수를 승인했다.
2002년 시즌, 팰컨스는 정규시즌 9승 6패 1무로 플레이오프에 복귀했다. 쿼터백 마이클 빅이 주전으로 첫 시즌을 치렀고, 새로 영입된 러닝백 워릭 던과 함께 그린베이 패커스를 와일드카드 라운드에서 27–7로 꺾으며, 패커스의 홈구장 첫 플레이오프 패배를 안겼다. 다음 경기에서는 도너번 맥냅이 이끄는 필라델피아 이글스에 6–20으로 패했다.
2003년 3월 19일, 구단은 새로운 로고를 발표했다. 프리시즌 중 마이클 빅이 다리 골절로 12경기 결장했고, 7연패 끝에 댄 리브스 감독이 경질됐다. 이후 웨이드 필립스가 감독 대행을 맡았다. 빅이 복귀한 뒤 4경기 중 3승을 거뒀으나, 시즌 최종 성적은 5승 11패였다.

### 짐 모라 시대 (2004–2006)
2004년, 신임 감독 짐 모라가 부임하고 마이클 빅이 복귀해 정규시즌 11승 5패, 디비전 우승을 차지했다. 디비저널 플레이오프에서 세인트루이스 램스를 47–17로 꺾었으나, NFC 챔피언십에서 필라델피아 이글스에 10–27로 패했다. 2005년에는 8승 8패로, 2006년에는 마이클 빅이 쿼터백 최초로 한 시즌 1,000야드 러싱을 기록했으나 7승 9패로 시즌을 마치고 짐 모라 감독이 경질됐다.

### 바비 페트리노 시대 (2007)
바비 페트리노가 신임 감독으로 부임했으나, 시즌 개막 전 마이클 빅이 도박 및 동물학대 혐의로 무기한 출장정지 처분을 받았다. 12월 10일, 빅은 23개월 징역형을 선고받고 공식적으로 팀에서 방출됐다. 시즌 중 조이 해링턴이 주전 쿼터백을 맡았고, 12월 11일, 페트리노 감독이 돌연 사임하고 아칸소 대학교로 떠나면서, 수석코치 에밋 토머스가 감독대행을 맡았다. 시즌 최종 성적은 4승 12패였다.

### 마이크 스미스 시대 (2008–2014)
2008년 1월 13일, 뉴잉글랜드 패트리어츠 스카우트 책임자 토머스 디미트로프가 단장으로 선임됐고, 1월 23일 마이크 스미스가 감독으로 부임했다. 3월 2일, 러닝백 마이클 터너와 6년 계약을 체결했다. 4월 26일 드래프트에서 쿼터백 맷 라이언을 전체 3순위로 지명했다. 2008년 정규시즌 11승 5패로 와일드카드 진출, 애리조나 카디널스에 24–30으로 패했다.
맷 라이언은 신인왕, 마이크 스미스는 올해의 감독상을 받았다. 2009년 9승 7패로 창단 첫 2년 연속 승률 5할 이상을 달성했다. 2010년에는 13승 3패, 디비전 우승, NFC 1번 시드를 차지했으나 그린베이 패커스에 플레이오프에서 패했다.
2011년 드래프트에서 훌리오 존스를 영입하기 위해 클리블랜드와 대형 트레이드를 단행했다. 2011년 10승 6패로 와일드카드 진출, 뉴욕 자이언츠에 2–24로 패했다.
2012년 8연승으로 시즌을 시작해 13승 3패, NFC 1번 시드를 차지했다. 플레이오프 1라운드에서 시애틀 시호크스를 30–28로 꺾었으나 NFC 챔피언십에서 샌프란시스코 포티나이너스에 24–28로 패했다. 2013년에는 부상 악재로 4승 12패에 그쳤고, 2014년에도 6승 10패로 2년 연속 패배 시즌을 기록했다. 시즌 종료 후 마이크 스미스 감독이 경질됐다. 후임으로 댄 퀸이 선임됐다. 2015년 드래프트에서는 빅 비즐리를 8번으로 지명했다.

### 댄 퀸 시대 (2015–2020)

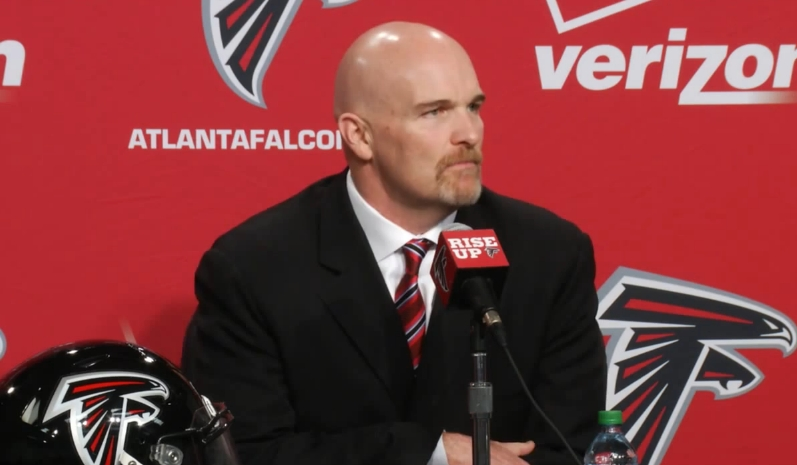
댄 퀸

2015년, NFL은 팰컨스가 조지아 돔에서 인위적 관중 소음을 사용한 혐의로 2016년 드래프트 지명권을 박탈했다. 2015년 5연승으로 출발했으나 이후 8경기에서 1승만 거두며 8승 8패로 시즌을 마쳤다. 2016년 드래프트에서는 키아누 닐을 1라운드에 지명했다.
2016년 메르세데스-벤츠 스타디움 개장 전 마지막 시즌, 맷 라이언과 훌리오 존스가 구단 기록을 경신하며 11승 5패, NFC 남부 우승을 차지했다. 플레이오프에서 시애틀 시호크스와 그린베이 패커스를 꺾고 슈퍼볼 LI에 진출했으나, 뉴잉글랜드 패트리어츠에 연장 접전 끝에 28–34로 역전패했다. 이 경기는 슈퍼볼 사상 최대 점수차(25점) 역전극이었다.
2017년부터 메르세데스-벤츠 스타디움을 새 홈구장으로 사용했다. 2017년 10승 6패로 플레이오프 진출, 로스앤젤레스 램스를 꺾었으나 필라델피아 이글스에 패했다. 2018년, 2019년에는 7승 9패로 플레이오프 진출에 실패했다.
2020년, 새 유니폼을 입고 치른 첫 경기에서 시애틀 시호크스에 25–38로 패했다. 이후 댈러스 카우보이스, 시카고 베어스전에서 연이어 역전패를 당했다. 10월 11일 캐롤라이나 팬서스에 패해 0승 5패가 되자, 댄 퀸 감독과 디미트로프 단장이 동반 경질됐다. 수석코치 라힘 모리스가 감독대행을 맡아 시즌을 4승 12패로 마쳤다. 시즌 후 모리스는 팀을 떠나 로스앤젤레스 램스 수비코치로 부임했다.

### 아서 스미스 시대 (2021–2024)
2021년 1월 15일, 테네시 타이탄스 공격코디네이터 아서 스미스가 18대 감독으로 선임됐다. 4일 뒤 테리 폰테노가 단장으로 부임했다. 2021년 드래프트에서 카일 피츠를 4번으로 지명했고, 훌리오 존스는 트레이드로 팀을 떠났다. 시즌 성적은 7승 10패였다. 2022년 3월 21일, 맷 라이언을 인디애나폴리스 콜츠로 트레이드했다. 2022년과 2023년 모두 7승 10패로 마감했다. 2024년 1월 8일, 아서 스미스 감독이 경질됐다.

### 라힘 모리스 시대 (2024–현재)
2024년 1월 25일, 라힘 모리스가 19대 감독으로 선임됐다. 부임 초기부터 드래프트 및 선수 기용에 대한 논란이 있었다.

## 홈구장
애틀랜타 팰컨스는 창단 이후 세 곳의 홈구장을 사용해왔다. 첫 번째는 애틀랜타–풀턴 카운티 스타디움으로, 1991년까지 애틀랜타 브레이브스(메이저 리그 베이스볼)와 함께 사용했다. 1992년에는 조지아 돔이 개장하면서 2016년까지 이곳을 홈구장으로 썼다. 조지아 돔은 대학 미식축구 경기, 조지아 주립대학교 풋볼팀, 피치 볼 등 각종 볼 게임 개최지로도 활용됐다.
노후화된 조지아 돔를 대체하고 미래의 슈퍼볼 유치를 위해, 구단주 아서 블랭크는 애틀랜타 시와 함께 신축 돔구장 건설을 추진했다. 블랭크는 8억 달러, 애틀랜타 시는 시의 호텔/모텔세를 담보로 한 채권을 통해 2억 달러를 각각 부담하기로 했다. 추가 공사비가 발생할 경우 블랭크가 부담하며, 구단은 건설 예산에 포함되지 않은 인프라 비용과 조지아 돔의 남은 부채 상환을 위해 최대 5천만 달러를 지원한다. 또한 블랭크 재단과 애틀랜타 시는 인근 지역 개발을 위해 각각 1,500만 달러를 추가로 지원한다.
구장 총공사비는 당초 10억 달러로 추산됐으나 이후 15억 달러로 증액됐다. 2013년 3월 애틀랜타 시의회는 신구장 건설안을 11대 4로 승인했다.
2014년 5월 착공한 메르세데스-벤츠 스타디움은 2017년 완공되어 팰컨스의 세 번째 홈구장이자, 애틀랜타 유나이티드 FC(메이저 리그 사커)의 홈구장으로도 사용되고 있다.

## 로고와 유니폼

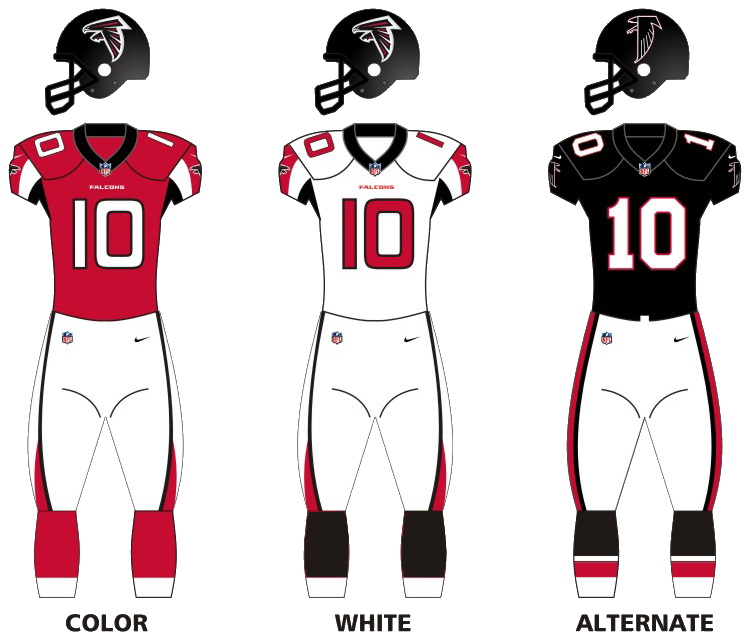
2016~2019년 팰컨스 유니폼(복각 포함)

애틀랜타 팰컨스의 팀 색상은 검정, 빨강, 은색, 흰색이다.
1966년 창단 당시에는 빨간 헬멧에 검은 매 로고, 중앙에는 검정색 줄무늬와 양옆에 금색·흰색 줄무늬가 들어갔다. 금색과 흰색은 각각 조지아 공과대학교(흰색, 금색)와 조지아 대학교(빨강, 검정)의 대표 색상에서 따온 것이다. 금색 줄무늬는 몇 년 후 사라졌으나 흰색 줄무늬는 남아 있다. 당시에는 흰색 바지에 검정 또는 흰색 저지를 착용했고, 매 로고가 소매에 있었으나 4년 뒤에는 빨강·흰색 줄무늬로 대체됐다. 1971년부터 검정 유니폼 대신 빨강 유니폼을 입었고, 1978년부터는 은색 바지를 착용했다. 헬멧 페이스마스크는 처음엔 회색, 1978년에는 흰색, 1984년부터는 검정색으로 바뀌었다. 프로토타입 흰색 헬멧이 1974년 도입 직전까지 개발됐으나 실제 착용되진 않았다.
1990년에는 검정 헬멧, 은색 바지, 검정 또는 흰색 저지로 유니폼이 변경됐다. 흰색 저지의 등번호는 검정색이었으나 1997년 빨강색으로 변경됐다.
2003년에는 로고와 유니폼이 모두 변경됐다. 새 로고는 빨강·은색이 가미되어 더욱 역동적이고 공격적인 매의 모습을 표현하며, 대문자 'F'와 닮은 형태로 디자인됐다. 유니폼은 검정 헬멧에 빨강색 줄무늬가 들어간 저지와 바지로, 검정·흰색 저지와 검정·흰색 바지 조합이 가능했다. 같은 해 빨강색 대체 저지도 도입됐다. 2004년부터는 빨강 저지가 주 유니폼, 검정 저지는 대체 유니폼이 됐다. 특정 원정 경기에서는 흰색 저지에 검정 바지를 입기도 했다. 2004~2007년에는 뉴올리언스 세인츠전 등에서 올블랙 조합도 착용했다. 1980년대에는 더운 날씨 때문에 주로 흰색 유니폼을 홈에서 입었으나, 돔구장 이전 후에는 어두운 유니폼을 홈에서 주로 사용했다.
2009년에는 창단 당시(1966년) 복각 유니폼을 홈 경기에서 두 차례 선보였고, 이후 2013년 NFL 규정(헬멧 1셸 제한)까지 복각 유니폼을 간헐적으로 착용했다. 2016년에는 올레드 NFL 컬러 러시 유니폼을 공개했으나, 탬파베이 버커니어스와 색상이 겹쳐 2017년부터 착용했다. 2016~2021년에는 NFL의 헬멧 셸 제한으로 복각 유니폼에도 검정 헬멧을 사용했으나, 2022년부터 규정이 완화되어 빨강 헬멧이 복각 유니폼과 함께 부활했다.
2020년에는 새 유니폼이 발표되어 홈 유니폼의 주 색상이 2003년 이후 처음으로 검정으로 돌아왔다. 모든 유니폼 상의에는 "ATL" 약자가 빨강색(홈/원정) 또는 흰색(대체 유니폼)으로 등번호 위에 새겨졌다. 대체 유니폼은 빨강-검정 그라데이션 디자인이었으나, 2023년부터는 사용되지 않는다. 헬멧은 무광 검정에 확대된 매 로고, 회색 페이스마스크로 변경됐다.

## 라이벌

### 지구 라이벌

#### 뉴올리언스 세인츠
팰컨스–세인츠 라이벌전
애틀랜타 팰컨스는 뉴올리언스 세인츠와 오랜 기간 치열한 라이벌 관계를 이어오고 있다.
두 팀은 과거 NFC 서부지구 시절부터 현재 NFC 남부지구에 이르기까지 같은 지구에서 경쟁해 왔다.
둘 다 한동안 하위권에 머물렀으나, 미국 남부를 대표하는 유이한 NFL 팀으로서 도시 간 자존심 대결로 발전했다.
이 시리즈는 NFC 남부에서 가장 오래되고 상징적인 라이벌전으로 꼽힌다.
2024년 1월 7일 세인츠전 패배(17–48)를 포함해, 현재 정규시즌 및 플레이오프 통산 전적은 55승 55패로 동률이다.

#### 캐롤라이나 팬서스
팰컨스–팬서스 라이벌전
팰컨스는 캐롤라이나 팬서스와도 지리적, 지구적 라이벌 관계를 맺고 있다.
팬서스가 1995년 창단해 NFC 서부지구에 합류한 이후, 2002년 NFL 재편 전까지 같은 지구에서 경쟁했다.
두 팀은 NFC 남부지구에서도 선두 경쟁을 자주 벌였으며, "I-85 라이벌전"으로도 불린다.
애틀랜타와 샬럿이 고속도로 I-85로 4시간 거리밖에 떨어져 있지 않다는 점에서 비롯된 명칭이다.
팰컨스가 통산 36승 22패로 앞서 있다.

#### 탬파베이 버커니어스
버커니어스–팰컨스 라이벌전
팰컨스는 탬파베이 버커니어스와도 2002년 NFL 재편 이후 같은 지구에서 경쟁하고 있다.
두 팀은 이전까지는 큰 접점이 없었으나, 2000년대 이후 인사 이동과 선수 영입 경쟁이 활발해지며 라이벌 구도를 형성했다.
특히 팰컨스가 슈퍼볼 XXXVII 우승 직후 버커니어스의 단장 리치 맥케이를 영입하면서 경쟁이 가열됐다.
맥케이의 부친 존 맥케이 (미식축구)도 버커니어스의 감독을 역임했다.

### 콘퍼런스 라이벌

#### 필라델피아 이글스
이글스–팰컨스 라이벌전
팰컨스는 필라델피아 이글스와도 라이벌 구도를 이룬다.
이글스가 정규시즌 21승 15패 1무, 플레이오프 3승 1패로 앞서 있다.
라이벌전은 1978년 와일드카드전에서 팰컨스가 14–13으로 이글스를 꺾으면서 시작됐고,
2000년대에는 도너번 맥냅과 마이클 빅의 쿼터백 대결로 더욱 치열해졌다.
최근에는 2017년 디비저널 플레이오프에서 팰컨스가 이글스에 패했다.
2024년에는 팰컨스가 정규시즌 2주차에서 이글스를 꺾기도 했다.

#### 그린베이 패커스
패커스–팰컨스 라이벌전
팰컨스는 그린베이 패커스와도 플레이오프에서 여러 차례 맞붙었다.
두 팀의 인연은 팰컨스가 1992년 쿼터백 브렛 파브를 1라운드 지명권과 맞바꿔 트레이드한 데서 비롯된다.
두 팀은 플레이오프에서 네 차례 맞붙었으며, 가장 최근에는 2016~17시즌 NFC 챔피언십에서 만났다.
이 경기는 조지아 돔에서 열린 마지막 경기이기도 했다.
패커스가 정규시즌 19승 16패로 앞서 있으며, 플레이오프에서는 2승 2패로 동률이다.

## 통계

### 시즌별 성적
애틀랜타 팰컨스의 시즌 목록

### 상대팀별 전적
포스트시즌 포함
출처:
| 상대팀                    | 승 | 패 | 무 | 최근 경기 결과 | 최근 경기 날짜 | 최근 경기 장소              | 포스트시즌 전적 |
| ------------------------- | -- | -- | -- | -------------- | -------------- | --------------------------- | --------------- |
| 애리조나 카디널스         | 16 | 16 | 0  | 20–19 승       | 2023-01-01     | 메르세데스-벤츠 스타디움    | 0–1             |
| 볼티모어 레이븐스         | 2  | 4  | 0  | 16–26 패       | 2018-12-02     | 메르세데스-벤츠 스타디움    |                 |
| 버팔로 빌스               | 7  | 6  | 0  | 15–29 패       | 2022-01-02     | 하이마크 스타디움           |                 |
| 캐롤라이나 팬서스         | 38 | 20 | 0  | 38–20 승       | 2024-10-14     | 뱅크 오브 아메리카 스타디움 |                 |
| 시카고 베어스             | 14 | 15 | 0  | 27–24 승       | 2022-11-20     | 메르세데스-벤츠 스타디움    |                 |
| 신시내티 벵갈스           | 5  | 9  | 0  | 36–37 패       | 2018-09-30     | 메르세데스-벤츠 스타디움    |                 |
| 클리블랜드 브라운스       | 4  | 12 | 0  | 23–20 승       | 2022-10-02     | 메르세데스-벤츠 스타디움    |                 |
| 댈러스 카우보이스         | 12 | 17 | 0  | 27–21 승       | 2024-11-03     | AT&T 스타디움               | 0–2             |
| 덴버 브롱코스             | 7  | 8  | 0  | 34–27 승       | 2020-11-08     | 메르세데스-벤츠 스타디움    | 0–1             |
| 디트로이트 라이온스       | 14 | 25 | 0  | 20–16 승       | 2021-12-26     | 메르세데스-벤츠 스타디움    |                 |
| 그린베이 패커스           | 15 | 17 | 0  | 25–24 승       | 2023-09-17     | 메르세데스-벤츠 스타디움    | 2–2             |
| 휴스턴 텍선스             | 2  | 3  | 0  | 32–53 패       | 2019-10-06     | NRG 스타디움                |                 |
| 인디애나폴리스 콜츠       | 2  | 15 | 0  | 24–27 패       | 2019-09-22     | 루카스 오일 스타디움        |                 |
| 잭슨빌 재규어스           | 5  | 3  | 0  | 21–14 승       | 2021-11-28     | TIAA 뱅크 필드              |                 |
| 캔자스시티 치프스         | 3  | 7  | 0  | 14–17 패       | 2020-12-27     | 애로우헤드 스타디움         |                 |
| 로스앤젤레스 차저스       | 8  | 3  | 0  | 17–20 패       | 2020-12-13     | 소파이 스타디움             |                 |
| 로스앤젤레스 램스         | 28 | 48 | 2  | 10–37 패       | 2019-10-20     | 메르세데스-벤츠 스타디움    | 2–0             |
| 마이애미 돌핀스           | 5  | 9  | 0  | 30–28 승       | 2021-10-24     | 하드록 스타디움             |                 |
| 미네소타 바이킹스         | 11 | 19 | 0  | 40–23 승       | 2020-10-18     | US 뱅크 스타디움            | 1–1             |
| 뉴잉글랜드 패트리어츠     | 6  | 9  | 0  | 0–25 패        | 2021-11-18     | 메르세데스-벤츠 스타디움    | 0–1             |
| 뉴올리언스 세인츠         | 55 | 52 | 0  | 26–24 승       | 2024-09-29     | 메르세데스-벤츠 스타디움    | 1–0             |
| 뉴욕 자이언츠             | 15 | 11 | 0  | 17–14 승       | 2024-12-22     | 메르세데스-벤츠 스타디움    | 0–1             |
| 뉴욕 제츠                 | 9  | 5  | 0  | 13–8 승        | 2023-12-03     | 메트라이프 스타디움         |                 |
| 라스베이거스 레이더스     | 9  | 7  | 0  | 15–9 승        | 2024-12-16     | 알리전트 스타디움           |                 |
| 필라델피아 이글스         | 15 | 18 | 1  | 22–21 승       | 2024-09-16     | 링컨 파이낸셜 필드          | 1–3             |
| 피츠버그 스틸러스         | 2  | 14 | 1  | 17–41 패       | 2018-10-07     | 아크리셔 스타디움           |                 |
| 샌프란시스코 포티나이너스 | 32 | 47 | 1  | 28–14 승       | 2022-10-16     | 메르세데스-벤츠 스타디움    | 1–1             |
| 시애틀 시호크스           | 7  | 12 | 0  | 38–25 승       | 2022-09-25     | 루멘 필드                   | 2–0             |
| 탬파베이 버커니어스       | 30 | 29 | 0  | 31–26 승       | 2024-10-27     | 레이먼드 제임스 스타디움    |                 |
| 테네시 타이탄스           | 7  | 8  | 0  | 10–24 패       | 2019-09-29     | 메르세데스-벤츠 스타디움    |                 |
| 워싱턴 커맨더스           | 10 | 15 | 1  | 30–34 패       | 2021-10-03     | 메르세데스-벤츠 스타디움    | 0–1             |

### 단일 경기 기록
러싱: 마이클 터너, 220야드 (2008년 9월 7일)
패싱: 커크 커즌스, 509야드 (2024년 10월 3일)
패싱 터치다운: 웨이드 윌슨 (미식축구), 5회 (1992년 12월 13일), 맷 라이언, 5회 (2018년 9월 23일)
리시빙: 윌리엄 앤드루스 (미식축구), 15회 (1981년 9월 15일)
리시빙 야드: 훌리오 존스, 300야드 (2016년 10월 2일)
인터셉션: 제시 베이츠, 2회 (2023년 9월 10일)
필드골: 노름 존슨, 6개 (1994년 11월 13일)
한 경기 최다 터치다운: T. J. 더켓, 4회 (2004년 12월 12일), 마이클 터너, 4회 (2008년 11월 23일)
한 경기 최다 득점: T. J. 더켓, 24점 (2004년 12월 12일), 마이클 터너, 24점 (2008년 11월 23일)
한 경기 최다 색: 에이드리언 클레이본, 6개 (2017년 11월 13일)

## 선수단

### 현역 명단
애틀랜타 팰컨스 선수 명단

### 프로 풋볼 명예의 전당 헌액자
| 번호           | 이름            | 포지션                         | 재적 기간           | 헌액 연도 |
| -------------- | --------------- | ------------------------------ | ------------------- | --------- |
| 8              | 토미 맥도널드   | 와이드 리시버 (WR)             | 1967                | 1998      |
| 29             | 에릭 딕커슨     | 러닝백 (RB)                    | 1993                | 1999      |
| 21             | 디온 샌더스     | 코너백 (CB)                    | 1989–1993           | 2011      |
| 56             | 크리스 돌먼     | 디펜시브 엔드 (DE)             | 1994–1995           | 2012      |
| 87             | 클로드 험프리   | 디펜시브 엔드 (DE)             | 1968–1978           | 2014      |
| 4              | 브렛 파브       | 쿼터백 (QB)                    | 1991                | 2016      |
| 5              | 모튼 앤더슨     | 플레이스키커 (K)               | 1995–2000 2006–2007 | 2017      |
| 88             | 토니 곤살레스   | 타이트 엔드 (TE)               | 2009–2013           | 2019      |
| 93             | 드와이트 프리니 | 디펜시브 엔드 (DE)             | 2016                | 2024      |
| 17             | 데빈 헤스터     | 킥리터너/와이드 리시버 (KR/WR) | 2014–2015           | 2024      |
| 코치 및 기여자 |                 |                                |                     |           |
| 이름           | 이름            | 포지션                         | 재직 기간           | 헌액 연도 |
| 바비 비서드    | 바비 비서드     | 스카우트                       | 1968–1971           | 2018      |

클로드 험프리는 팰컨스에서 가장 오랜 기간을 보낸 명예의 전당 헌액자이다.

### 명예의 거리(Ring of Honor)
| 번호 | 선수                       | 포지션             | 재적 기간       | 헌액 연도 |
| ---- | -------------------------- | ------------------ | --------------- | --------- |
| -    | 아서 블랭크                | 구단주             | 2002–현재       | 2024      |
| 2    | 맷 라이언                  | 쿼터백 (QB)        | 2008–2021       | 2024      |
| 10   | 스티브 바트코스키          | 쿼터백 (QB)        | 1975–1985       | 2004      |
| 21   | 디온 샌더스                | 코너백 (CB)        | 1989–1993       | 2010      |
| 28   | 워릭 던                    | 러닝백 (RB)        | 2002–2007       | 2017      |
| 31   | 윌리엄 앤드루스 (미식축구) | 러닝백 (RB)        | 1979–1983, 1986 | 2004      |
| 42   | 제럴드 릭스                | 러닝백 (RB)        | 1982–1988       | 2013      |
| 57   | 제프 밴 노트               | 센터 (C)           | 1969–1986       | 2006      |
| 58   | 제시 터글                  | 라인배커 (LB)      | 1987–2000       | 2004      |
| 60   | 토미 노비스                | 라인배커 (LB)      | 1966–1976       | 2004      |
| 62   | 토드 맥클루어              | 센터 (C)           | 1999–2012       | 2022      |
| 78   | 마이크 켄                  | 태클 (T)           | 1978–1994       | 2008      |
| 84   | 로디 화이트                | 와이드 리시버 (WR) | 2005–2015       | 2019      |
| 87   | 클로드 험프리              | 디펜시브 엔드 (DE) | 1968–1978       | 2008      |

## 코칭스태프

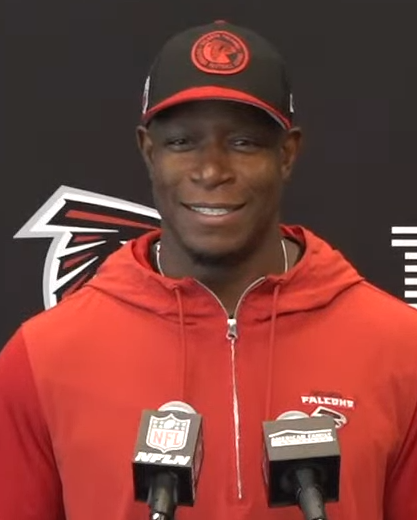
라힘 모리스 현 감독

| 감독                     | 재임 기간       | 성적                  | 비고                           |
| ------------------------ | --------------- | --------------------- | ------------------------------ |
| 노브 헤커                | 1966–1968       | 4–26–1                | 1968년 3경기 후 경질           |
| 노름 밴 브록클린         | 1968–1974       | 39–48–3               | 1974년 8경기 후 경질           |
| 마리온 캠벨              | 1974–1976       | 6–19                  | 1976년 5경기 후 경질           |
| 팻 페플러                | 1976            | 3–6                   | 감독대행                       |
| 리먼 베넷                | 1977–1982       | 46–41                 |                                |
| 댄 헤닝                  | 1983–1986       | 22–41–1               |                                |
| 마리온 캠벨              | 1987–1989       | 11–36                 | 1989년 12경기 후 은퇴          |
| 짐 해니팬                | 1989            | 0–4                   | 감독대행                       |
| 제리 글랜빌              | 1990–1993       | 27–37                 |                                |
| 준 존스                  | 1994–1996       | 19–29                 |                                |
| 댄 리브스                | 1997–2003       | 49–59–1               |                                |
| 웨이드 필립스            | 2003            | 2–1                   | 감독대행                       |
| 짐 모라 (미식축구)       | 2004–2006       | 26–22                 |                                |
| 바비 페트리노            | 2007            | 3–10                  | 13경기 후 사임                 |
| 에밋 토머스              | 2007            | 1–2                   | 감독대행                       |
| 마이크 스미스 (미식축구) | 2008–2014       | 66–46                 |                                |
| 댄 퀸                    | 2015–2020       | 43–42                 | 2020년 5경기 후 경질           |
| 라힘 모리스              | 2020, 2024–현재 | 4–7(2020), 8–9(2024~) | 2020 감독대행, 2024~ 정식 감독 |
| 아서 스미스              | 2021–2023       | 21–30                 |                                |

## 라디오 및 TV 중계
팰컨스의 공식 라디오 중계국은 WZGC (FM) 92.9 The Game이다.
중계진은 웨스 더럼(캐스터), 데이브 아처(해설)이다.
TV 중계는 WUPA(프리시즌), WAGA-TV(FOX), WANF(CBS), WXIA-TV(NBC) 등에서 담당한다.

### 라디오 네트워크(조지아주)
| 도시                    | 콜사인                  | 주파수   |
| ----------------------- | ----------------------- | -------- |
| 올버니 (조지아주)       | WSRA-AM                 | 1250 AM  |
| 아테네 (조지아주)       | WRFC (AM)-AM            | 960 AM   |
| 애틀랜타                | WZGC (FM)-FM (플래그십) | 92.9 FM  |
| 브런즈윅 (조지아주)     | WSFN-AM                 | 790 AM   |
| 클락스빌 (조지아주)     | WDUN-FM                 | 102.9 FM |
| 컬럼버스 (조지아주)     | WDAK-AM                 | 540 AM   |
| 컬럼버스 (조지아주)     | WBOJ                    | 1270 AM  |
| 달턴 (조지아주)         | WBLJ (AM)-AM            | 1230 AM  |
| 더글러스 (조지아주)     | WDMG (AM)-AM            | 860 AM   |
| 게인즈빌 (조지아주)     | WDUN (AM)               | 550 AM   |
| 그리핀 (조지아주)       | WKEU (AM)-AM            | 1450 AM  |
| 그리핀 (조지아주)       | WKEU-FM                 | 88.9 FM  |
| 호건스빌 (조지아주)     | WGST (AM)-AM            | 720 AM   |
| 제섭 (조지아주)         | WLOP-AM                 | 1370 AM  |
| 제섭 (조지아주)         | WIFO-FM                 | 105.5 FM |
| 라그레인지 (조지아주)   | WMGP-FM                 | 98.1 FM  |
| 루이빌 (조지아주)       | WPEH (AM)-AM            | 1420 AM  |
| 루이빌 (조지아주)       | WPEH (AM)-FM            | 92.1 FM  |
| 메이컨 (조지아주)       | WXKO-AM                 | 1150 AM  |
| 밀리지빌 (조지아주)     | WMVG-AM                 | 1450 AM  |
| 뉴넌 (조지아주)         | WRZX (AM)               | 1400 AM  |
| 샌더스빌 (조지아주)     | WJFL-FM                 | 101.9 FM |
| 서배너 (조지아주)       | WSEG-AM                 | 1400 AM  |
| 서배너 (조지아주)       | WSEG-FM                 | 104.3 FM |
| 스테이츠버러 (조지아주) | WPTB-AM                 | 850 AM   |
| 스웨인스버러 (조지아주) | WJAT-AM                 | 800 AM   |
| 토마스턴 (조지아주)     | WTGA-FM                 | 101.1 FM |
| 토코아 (조지아주)       | WNEG (AM)-AM            | 630 AM   |
| 발도스타 (조지아주)     | WVGA (FM)               | 105.9 FM |
| 비달리아 (조지아주)     | WVOP-AM                 | 970 AM   |
| 웨이크로스 (조지아주)   | WFNS (AM)-AM            | 1350 AM  |

### 알라바마주
| 도시            | 콜사인  | 주파수  |
| --------------- | ------- | ------- |
| 폴리 (앨라배마) | WHEP-AM | 1310 AM |

### 미시시피주
| 도시              | 콜사인  | 주파수   |
| ----------------- | ------- | -------- |
| 잭슨 (미시시피주) | WYAB-FM | 103.9 FM |

### 사우스캐롤라이나주
| 도시   | 콜사인  | 주파수   |
| ------ | ------- | -------- |
| 클렘슨 | WCCP-FM | 104.9 FM |

### 테네시주
| 도시     | 콜사인  | 주파수  |
| -------- | ------- | ------- |
| 채터누가 | WALV-FM | 95.3 FM |